# Требования к капиталу
Требования к капиталу (англ. capital requirement), также регулятивный капитал (англ. regulatory capital), достаточность капитала (англ. capital adequacy) или капитальная база (англ. capital base) — размер капитала, который обязаны иметь банки или другие финансовые учреждения в соответствии с требованиями своего финансового регулятора. Обычно это выражается в виде норматива достаточности капитала, представляющего собой процентное соотношение собственных средств от активов, взвешенных с учётом риска. Целью требований к капиталу является недопущение возникновения чрезмерных размеров заемных средств в структуре капитала финансовых и банковских учреждений и, как следствие, возникновения у них риска неплатежеспособности. Требования к капиталу направлены на регулирование соотношения собственного капитала к заемным средствам, отражаемых на счетах обязательств и собственного капитала в бухгалтерском балансе этих учреждений (пассив баланса). Их не следует путать с резервными требованиями, которые относятся к активам баланса банка, в частности, долю активов, которые банки обязаны иметь в виде наличных средств или высоколиквидных активов. Капитал представляет собой источник средств, а не цель их использования.

## Нормативные требования
Ключевой частью банковского регулирования является обеспечение целесообразного управления фирмами своей деятельности в своей отрасли. При этом, цель такого регулирования состоит в защите фирм, их клиентов, правительства (которое несет ответственность за сохранность вкладов в случае неплатежеспособности банков) и экономики путем выработки норм, гарантирующих достаточность у этих учреждений капитала, необходимого для бесперебойного функционирования безопасных и эффективных рынков, способных противостоять любым предвидимым проблемам.
Основной международной попыткой установить нормы в отношении требований к капиталу стали Базельские соглашения, опубликованные Базельским комитетом по банковскому надзору, находящийся в банке международных расчётов. Данный комитет устанавливает рамочные условия для расчета банками и кредитными учреждения своего капитала. Только после определения соответствующих коэффициентов возможна оценка и регулирование достаточности капитала банков. В 1988 году комитетом была введена система оценки капитала, обычно известную как Базель I. В июне 2004 года система была заменена значительно более сложной системой нормативов по достаточности капитала, широко известной как Базель II. После финансового кризиса 2007–2008 годов Базель II был заменен Базелем III, который поэтапно внедрялся в период с 2013 по 2019 год.
Другим термином, широко используемым в рамках этих нормативов, является понятие экономического капитала, под которым обычно понимается уровень капитала, который выбрали бы акционеры (инвесторы) банка в отсутствие регулирования капитала. Подробное исследование различий между этими двумя определениями капитала см. в Economic and Regulatory Capital in Banking: What is the Difference.
Коэффициент достаточности капитала — процентное соотношение капитала банка к его активам, взвешенным с учетом риска. Веса определяются коэффициентами чувствительности к риску, расчет которых определяется соответствующим документом. Согласно требованиям Базеля II общий коэффициент достаточности капитала (минимальное требование к капиталу) не должен быть ниже 8%.
Каждый национальный регулирующий орган обычно имеет свой способ расчета банковского капитала, отличающийся от базельских нормативов и разработанный с учетом национальных законодательных норм.
Большинство развитых стран используют нормативы Базель I и II, определяют лимиты кредитования в размере определенного кратного капитала банка с учетом годового уровня инфляции.
Примерами национальных регулирующих органов, внедряющих базельские нормы, могут выступать Управление по финансовому регулированию и надзору Великобритании, Федеральное управление финансового надзора Германии, Бюро управляющего по финансовым институтам Канады, Банк Италии. В Соединенных Штатах основными регулирующими органами, реализующими Базель, являются Управление контролёра денежного обращения (англ. Office of the Comptroller of the Currency) и Федеральная резервная система.
В государствах-членах Европейского Союза введены требования к капиталу на основе Директивы о достаточности капитала CAD1, изданной в 1993 году, и CAD2, изданной в 1998 году.
В Соединенных Штатах на кредитные учреждения распространяются рекомендации в отношении капитала, основанного на оценке риска, изданные Советом управляющих Федеральной резервной системы. Эти рекомендации используются для оценки достаточности капитала, в первую очередь, на основе предполагаемого кредитного риска, связанного с активами, а также риска, связанного с определенными внебалансовыми ценностями, такими как необеспеченные кредитные обязательства, аккредитивы и деривативы и валютные контракты. Рекомендации по капиталу, основанные на риске, дополняются требованиями по кредитному плечу. В соответствии с определениями федерального агентства по регулированию банков, адекватным уровнем капитализации банковской холдинговой компании (англ. adequately capitalized) является уровень капитала 1-го уровня не менее 4%, совокупного уровня капитала 1-го и капитала 2-го уровня не менее 8% и коэффициент кредитного плеча не менее 4%, и отсутствие директивы, распоряжения или письменного соглашения, обязывающих учреждение к соблюдению и поддержанию определенного уровня капитала. При этом, «хорошо капитализированной» банковская холдинговая компания является в случае коэффициента капитала 1-го уровня не менее 6%, совокупного коэффициента капитала 1-го уровеня и 2-го уровеня не менее 10% и коэффициента кредитного плеча не менее 5%, и отсутствия директивы, распоряжения или письменного соглашения, обязывающих учреждение к соблюдению и поддержанию определенного уровня капитала. Эти показатели достаточности капитала ежеквартально отражаются в финансовом отчёте, представляемого по требованию властей (англ. call report) или финансовом отчете о бережливости (англ. Thrift Financial Report). Несмотря на традиционный упор на капитал 1-го уровня, во время рецессии конца 2000-х годов регулирующие органы и инвесторы начали сосредотачиваться на материальный капитал держателей обыкновенных акций, который отличается от капитала 1-го уровня тем, что исключает привилегированные акции.
Регулятивные требования к капиталу обычно (хотя и не всегда) устанавливаются как на уровне отдельного банковского учреждения, так и на уровне группы (или подгруппы). Таким образом, это может означать, что в банковской группе на разных уровнях применяется несколько различных режимов нормативного капитала, каждый из которых находится под надзором отдельного регулирующего органа.

## Регулятивный капитал
В соглашении Базель II капитал банка был разделен на два «уровня».

### Капитал 1-го уровня
Капитал первого уровня, наиболее важный из двух, состоит в основном из акционерного капитала и раскрытых резервов. Он представляет собой стоимость средств, используемых для первоначальной покупки ценных бумаг (или акций) банка (не оценка стоимости, за которую эти акции в настоящее время торгуются на фондовой бирже), нераспределенную прибыль за вычетом накопленных убытков и стоимость других ценных бумаг, попадающих под определение капитала 1-го уровня. Проще говоря, если первоначальные акционеры вложили 100 долларов в покупку своих акций, а банк с тех пор каждый год получал 20 долларов нераспределенной прибыли, не выплачивал дивидендов, не имел других форм капитала и не терпел убытков, то капитал 1-го уровня банка составил бы через 10 лет 300 долларов. Акционерный капитал и нераспределенная прибыль обычно называются базовым капиталом 1-го уровня (англ. Core Tier 1 capital), тогда как капитал 1-го уровеня есть совокупность базового капитала 1-го уровня и прочих ценных бумаг, попадающих под определение капитала 1-го уровня.
В Индии капитал первого уровня определяется как собственные средства, уменьшаемые на сумму инвестиций в акции других небанковских финансовых компаний, а также в акции, долговые обязательства, облигации, непогашенные кредиты и кредитные линии, включая покупки в рассрочку и лизинговое финансирование, осуществляемые в дочерние компании и компании той же группы, превышающие в совокупности десять процентов от собственного капитала; а также бессрочные долговые инструменты, выпущенные системно значимой недепозитной небанковской финансовой компанией каждый год в размере, не превышающем 15% совокупного капитала первого уровня такой компании по состоянию на 31 марта предыдущего отчетного года (согласно Директивам пруденциальных норм для небанковских финансовых учреждений, не принимающих или хранящих депозиты Резервного банка от 2007 года). При таком определении, капитал первого уровня представляет собой не что иное, как чистые собственные средства.
Собственные средства представляют собой акционерный капитал в форме акций, привилегированные акции, которые в обязательном порядке конвертируются в акционерный капитал, свободные резервы, остаток на счете эмиссионного дохода и капитальные резервы, представляющие излишки, возникающие в результате выручки от продажи активов, за исключением резервов, созданных в результате переоценки активов, уменьшенных на сумму накопленных убытков, балансовой стоимости нематериальных активов и расходов в счет будущих доходов, если таковые имеются.

### Капитал 2-го уровня (дополнительный капитал)
Капитал второго уровня, дополнительный капитал, включает нераскрытые резервы, резервы переоценки, общие резервы, гибридные инструменты и субординированные долговые обязательства с ограниченным сроком (англ. subordinated term debt).

#### Нераскрытые резервы
Нераскрытые резервы включают прибыль, пока еще не отраженная на счетах нераспределённой прибыли и общего резерва.

#### Переоценка внеоборотных активов
Резерв по переоценки внеоборотных активов создается в случае переоценки компанией активов, в результате которого увеличивается их стоимость. Простым примером может быть случай, когда банк владеет землей и зданием своей штаб-квартиры, приобретенных им сто лет назад за 100 долларов. Текущая переоценка, скорее всего, покажет значительное увеличение стоимости. Увеличение будет добавлено к резерву переоценки.

#### Общие резервы
Общий резерв (англ. general provision) создается при возникновении у компании убытков, точный характер которого однако пока еще не известен. В соответствии со стандартами бухгалтерского учета, существовавших до внедрения МСФО, общие резервы обычно создавались для покрытия убытков, которые ожидаются в будущем. Поскольку они не представляли собой понесенные убытки, регулирующие органы, как правило, разрешали учитывать их как капитал.

#### Инструменты гибридного долгового капитала
Подобные инструменты сочетают в себе определенные характеристики как собственного, так и заемного капитала. Эти инструменты могут быть учтеты в дополнительном капитале только в том случае, если они способны покрывать убытки на постоянной основе, не вызывая ликвидации.
Иногда он включает в себя инструменты, которые изначально выпускаются с процентными обязательствами (например, долговые обязательства), но впоследствии могут быть конвертированы в капитал.

#### Субординированные срочные долговые обязательства
Субординированный долг классифицируется как обязательство нижнего порога 2-го уровня (англ. Lower Tier 2 debt), обычно имеет срок погашения не менее 10 лет и имеет приоритет перед капиталом 1-го уровня, но является вторичным по отношению к первостепенной задолженности (долг, обладающий преимуществом в погашении, англ. senior debt) с точки зрения порядка/правил ликвидации. Для недопущения резкого падения суммы капитала при наступлении срока выплаты по обязательствам нижнего порога обязательств 2-го уровня и, например, недопущения невозможности его замены, регулирующий орган требует, чтобы сумма, которая квалифицируется как капитал 2 уровня, амортизировалась (то есть уменьшалась) на прямой основе от срока погашения минус 5 лет (например, выпуск долга на 1 миллиард будет учитываться только в размере 800 миллионов при расчете капитала за 4 года до погашения). Оставшаяся часть квалифицируется как привилигированная эмиссия (англ. senior issuance). По этой причине многие инструменты нижнего порога 2-го уровня были выпущены как обязательства с сроком погашения в 10 лет с возможностью взыскания после 5 лет. Однако, если долг не взыскивается, то долг (выпуск) имеет большой порог, аналогичный капиталу 1-го уровня, что означает большую вероятность взыскания.

## Наиболее общие коэффициенты достаточности капитала
- Коэффициент достаточности капитала CET1 = Обыкновенные акции капитала первого уровня/Стоимость активов с поправкой на кредитный риск ≥ 4,5%
- Коэффициент достаточности капитала 1-го уровня = Капитал 1-го уровня/Стоимость активов с поправкой на кредитный риск ≥ 6%
- Коэффициент достаточности общего капитала (первого и второго уровеня) = Совокупный капитал (первого уровня + второго уровня)/Стоимость активов с поправкой на кредитный риск ≥ 8%
- Коэффициент кредитного плеча = Капитал первого уровня/Средняя общая стоимость консолидированных активов ≥ 3%